# Видеман, Нильс
Нильс П. Ви́деман (норв. Nils P. Wiedemann) — норвежский кёрлингист.
В составе мужской сборной Норвегии участник чемпионата мира 1966 (заняли пятое место). Двукратный чемпион Норвегии среди мужчин.
Играл на позициях четвёртого и второго, в 1966 году был скипом команды.

## Достижения
- Чемпионат Норвегии по кёрлингу среди мужчин: золото (1963, 1966).

## Команды
| Сезон   | Четвёртый     | Третий          | Второй           | Первый               | Турниры                      |
| ------- | ------------- | --------------- | ---------------- | -------------------- | ---------------------------- |
| 1962—63 | Ola Lefstad   | Юхан П. Лефстад | Нильс П. Видеман | Хенрик Е. Мёллер     | ЧНМ 1966                     |
| 1968—69 | Нильс Видеман | Юхан Лефстад    | Хенрик Моллериус | Рудольф Ингебригтсен | ЧНМ 1966 · ЧМ 1966 (5 место) |

(скипы выделены полужирным шрифтом)